# Кривопишин, Алексей Мефодиевич
Алексей Мефодиевич Кривопишин (укр. Олексій Мефодійович Кривопішин; род. 29 октября 1955, село Волынцево, Путивльский район, Сумская область) — начальник Юго-Западной железной дороги (2002—2005, 2006–2015), украинский хозяйственник и политический деятель.

## Биография[1]
В 1971—1975 гг. учился в Киевском техникуме железнодорожного транспорта.
C 1975 по 1977 гг. — служба в армии.
В 1978 г. пошёл работать составителем поездов на станции Киев-Волынский Юго-западной железной дороги (ЮЗЖД).
В 1979—1980 — дежурный по станции Святошино ЮЗЖД.
С 1980 по 1985 гг. — станционный диспетчер, начальник суточного отдела станции Киев-Пассажирский.
В 1984 году без отрыва от производства закончил Харьковский институт инженеров железнодорожного транспорта (ХИИТ) по специальности «Управление процессами перевозок на железнодорожном транспорте».
В 1989 году закончил Киевский государственный институт физической культуры по специальности «Физическая культура и спорт».
1985—1993 — заместитель начальника Центрального железнодорожного вокзала Киева, заместитель начальника Украинского Центра по обслуживанию пассажиров на железнодорожном транспорте.
1993—1997 — начальник отдела предоставления услуг.
1997—2002 — заместитель начальника Главного пассажирского управления — начальник Украинского центра по обслуживанию пассажиров на железнодорожном транспорте.
С 2002 г. — начальник Юго-западной железной дороги.
В 2009 г. защитил диссертацию на соискание степени кандидата экономических наук «Организационно-экономические основы развития городских и междугородних железнодорожных перевозок».

### Семья
- Жена — Любовь Юрьевна Белова (1957);
- Сын — Георгий Кривопишин (1980);
- Дочь — Мария Снежко (1983).
- Внук - Олександр Кривопишин (2005).

## Политическая деятельность
С 2006 по 2008 г. — депутат Киевского городского совета
С 2010 г. — депутат Винницкого областного совета, член постоянной комиссии по вопросам транспорта и связи.

## Общественная деятельность[3]
- Поддержка с 2011 года Винницкого специализированного дома ребенка, Ивановской специализированной школы-интерната и Самгородской специальной школы-интерната для слабовидящих детей.
- В 2012 году установка в городе Казатине трех бюветов с питьевой водой.
- В 2012 году помещение для работы горрайонного управления Пенсионного Фонда по улице Подгорбунского (бывшее административное помещение МЧ-2).
- В 2014 году поддержка Коростышевского лагеря для временных переселенцев.

## Награды
- Полный кавалер ордена «За заслуги»[4][5]
- Кавалер ордена князя Ярослава Мудрого V степени[6]
- Кавалер ордена князя Ярослава Мудрого IV степени[7]
- Дважды почётный железнодорожник Украины
- Почётный работник транспорта
- Заслуженный работник транспорта Украины
- Почётные грамоты от Кабинета министров Украины и Верховной Рады Украины
- Почётный гражданин города Киева
- Почётный гражданин города Казатина
- Полный кавалер ордена Святого Равноапостольного князя Владимира
- Серебряная Георгиевская медаль «Честь, Слава, Труд» Международного академического рейтинга «Золотая Фортуна»